# Richard Edmund Pates
Richard Edmund Pates (Saint Paul, Minnesota, 12 de fevereiro de 1943) é um ministro americano e bispo católico romano emérito de Des Moines.
Richard Edmund Pates frequentou o Pontifício Colégio Norte-Americano em Roma. Em 20 de dezembro de 1968 foi ordenado sacerdote da Arquidiocese de Saint Paul e Minneapolis pelo Bispo Francis Frederick Reh na Basílica de São Pedro em Roma. Em 1969 ele recebeu seu diploma de licenciatura em teologia pela Universidade Gregoriana. Em 1979 foi nomeado capelão papal honorário (monsenhor). Como padre, ele serviu como ministro adjunto na Igreja do Santíssimo Sacramento, St. Paul, secretário do arcebispo, membro da Nunciatura Apostólica em Washington, D.C., diretor do Seminário St. Paz em Mineápolis. Em 1998, ele se tornou o ministro fundador da Igreja St. Ambrose em Woodbury, Minnesota.
Em 22 de dezembro de 2000, o Papa João Paulo II o nomeou Bispo Auxiliar de Saint Paul e Minneapolis e Bispo Titular de Suacia. O arcebispo de Saint Paul e Minneapolis, Harry J. Flynn, deu-lhe a consagração episcopal em 26 de março do ano seguinte. Os co-consagradores foram o Bispo John Robert Roach e o Bispo Auxiliar Frederick Francis Campbell.
Na Jornada Mundial da Juventude de 2005, em Colônia, o cardeal Karl Lehmann deu-lhe as boas-vindas pelo nome no serviço de televisão em Nieder-Olm.
Papa Bento XVI nomeou-o bispo de Des Moines em 10 de abril de 2008. Em 29 de maio do mesmo ano foi empossado. Em 18 de julho de 2019, o Papa Francisco aceitou a renúncia de Richard Edmund Pates por motivos de idade.
Pates serviu como Administrador Apostólico de Joliet, Illinois, de 27 de dezembro de 2019 a 29 de setembro de 2020 e de Crookston de 13 de abril a 6 de dezembro de 2021.